# Qinisile Mabuza
Qinisile M. Mabuza („Judge Q“) ist eine eswatinische Richterin. Sie war die erste weibliche Richterin in Swasiland. Schon 1978 erhielt sie als erste Frau ihre Zulassung als Rechtsanwältin.

## Leben

### Ausbildung
Qinisile Mabuza erwarb einen Bachelor in Rechtswissenschaften an der University of Botswana, Lesotho, and Swaziland. An der Universität von Südafrika machte sie dann ihren Master of Laws, mit Schwerpunkt auf Strafrecht und Strafverfolgung. 1978 schrieb Mabuza Geschichte, indem sie „die erste Swasifrau war, die als Attorney am Hohen Gericht von Swasiland zugelassen wurde“.
Während ihrer Karriere im privaten Sektor als Attorney war sie Gründungspartnerin von Q.M. Mabuza and Associates. Sie wirkte auch als Universitätsprofessorin und war drei Jahre lang an der University of Swaziland als Rechtsprofessorin. 2005 schrieb sie erneut Geschichte, als sie die erste Frau wurde, die als Richterin an das Hohe Gericht von Swaziland berufen wurde. 2016 wurde sie als Richterin an den Court of the Common Market for Eastern and Southern Africa (COMESA) berufen.

## Karriere
Vor ihrer Ernennung als Richterin auf nationaler Ebene engagierte sich Mabuza auch in zahlreichen Komitees, um die Repräsentanz von Frauen in Eswatini voranzubringen. Von 1994 bis 1997 arbeitete sie als Vorsitzende des Swaziland Road Transportation Board. Außerdem war sie Non-Executive Director für die Central Bank von Eswatini. In dieser Funktion wirkte sie elf Jahre lang von 1994 bis zu ihrer Ernennung beim Hohen Gericht 2005. Zusätzlich war sie in verschiedenen Untersuchungskommissionen (Committees of Enquiry), inklusive des Phalala Fund Enquiry 2005.
Die vielleicht wichtigste Führungsrolle war die Ernennung zur International Commission of Jurists (ICJ). Sie wurde durch eine spezielle Abstimmung im Januar und Februar 2013 in die Elite-Organisation gewählt und 2018 für eine zweite Amtszeit wiedergewählt. In dieser herausragenden Rolle arbeitet Mabuza zusammen mit 59 weiteren Commissioners aus aller Welt zusammen. Die Gruppe wird geleitet von dem britischen Professor Sir Nigel Rodley. Diese Rechtsexperten “are known for their experience, knowledge and fundamental commitment to human rights” („sind bekannt für ihre Erfahrung, Wissen und fundamentale Hingabe an die Menschenrechte“) und es gibt Hoffnung, dass auch eine afrikanische Frau dort in einer Führungsposition übernommen hat.
Qinisile Mabuza hat ihre Rolle als Richterin sehr ernst genommen und nützt ihren Einfluss für Schlüssel-Entscheidungen für die Verbesserung der Frauenrechte in Eswatini. Eine Entscheidung 2010 beispielsweise hob die langjährige Praxis auf das Swasi-Frauen kein eigenes Eigentum erwerben durften. In diesem Prozess klagte die Frauenrechtsaktivistin Mary-Joyce Doo Aphane gegen die nationale Regierung mit der Begründung, dass der Deeds Registry Act (Section 16,3) eine Diskrimination gegen sie und alle anderen verheirateten Frauen im Bezug auf Eigentum darstellte.
Diese spezielle Section des Gesetzes „machte es verheirateten Frauen unmöglich in der Gemeinschaft des Eigentums Immobilien in ihrem Namen eintragen zu lassen. Dieses Gesetz erlaubte weiterhin nur dem Ehemann der einzige Besitzer des Eigentums zu sein“ (“prevented women married in the community of property from registering immovable property in their names. This piece of legislation further allowed the husband to be the sole administrator of the property”). Aphane stellte dar, dass dieses Gesetz sowohl Section 20 der Verfassung (Gleichheitsklausel), als auch Section 28, welche den Frauen gleiches Recht in allen politischen, sozialen und wirtschaftlichen Aktivitäten zusichert. Mabuzas beispielhafte Rechtsprechung gab Frauen das Recht, sowohl in eigenem Namen Eigentum zu erwerben, als auch es in gleicher Partnerschaft mit ihren Ehemännern zu verwalten. Sie wies das Parlament an Reformen des Deeds Registry Act durchzuführen und kritisierte öffentlich die Regierung, weil sie diese Veränderungen nach der Annahme der Verfassung 2005 nicht zügig umsetzte. Sie war zu der Zeit die einzige Frau als Richterin in Eswatini.
Die International Commission of Jurists führte noch einen weiteren Prozess mit Auswirkung auf die Anwendung der Menschenrechte an, weshalb sie Mabuza als Mitglied haben wollten. In diesem Prozess, welcher aufgrund eines Häuptlingsstreits (chieftaincy dispute) mit der Tochter von König Sobhuza II. ausgetragen wurde, richtete Mabuza zugunsten der Klägerin. Während viele andere Richter sich von vornherein geweigert hatten, den Fall überhaupt anzuhören, weil sie Unannehmlichkeiten befürchteten, übernahm sie den Fall willig, nahm sich die Zeit, auf die Argumentation der Klägerin zu hören und entschied dann sogar zu ihren Gunsten. Diese Beispiele zeigen den einzigartigen Führungsstil, welchen Mabuza einbringt.
Mabuza war Teil einer Untersuchungskommission in Sambia für den International Court of Justice um die Umstände einer Suspendierung von drei Richtern dort zu untersuchen.
Die Medien berichteten 2014, dass der Chief Justice Michael Ramodibedi Haftbefehle für drei Richter erlassen hatte und gefordert habe, die Handlungen von Mabuza überwachen zu lassen. Dies wurde jedoch verweigert. Es hieß, dies sein eine Antwort auf die Opposition gegen die Ernennung des Junior Judge Mpendulo Simelane gewesen. 2015 bestätigte dann König Mswati III. Mabuza als Repräsentantin beim Gericht des Common Market for Eastern and Southern Africa (COMESA) gegen die Empfehlung von Ramodibedi, welcher Simelane als Repräsentanten für Eswatini vorgeschlagen hatte. Mabuza wurde in der Folge als Head of the COMESA Court of First Instance gewählt (September 2016).